# Малер (фильм)
«Малер» (англ. Mahler) — биографический фильм 1974 года режиссёра Кена Рассела, основанный на жизни композитора Густава Малера. Лента была представлена на Каннском кинофестивале 1974 года, где получила главный технический приз. Джорджина Хейл удостоилась премии BAFTA за лучший актёрский дебют.

## Сюжет
После впечатляющей прелюдии повествование начинается поездкой на поезде, где Густав Малер (Роберт Пауэлл) и его жена Альма (Джорджина Хейл) сталкиваются с проблемами их распадающегося брака. Затем история пересказывается в серии ретроспективных кадров (некоторые из которых являются сюрреалистическими и кошмарными), в которых рассказывается о детстве Малера, самоубийстве его брата Отто, его опыте с антисемитизмом, его обращении из иудаизма в католицизм, семейных проблемах и смерти юной дочери. В процессе сюжета исследуется музыка Малера и её связь с его жизнью.

## В ролях
- Роберт Пауэлл — Густав Малер
  - Гари Рич — Малер в детстве
- Джорджина Хейл — Альма Малер
- Ли Монтегю — Бернхард Малер
- Мириам Карлин — тётя Роза
- Розали Кратчли — Мари Малер
- Ричард Морант — Макс
- Анджела Даун — Жюстин Малер
- Антония Эллис — Козима Вагнер
- Рональд Пикап — Ник
- Питер Эйр — Отто Малер
- Дана Гиллеспи — Анна фон Мильденбург
- Джордж Кулурис — доктор Рот
- Дэвид Коллингс — Хуго Вольф
- Арнольд Ярроу — дедушка
- Оливер Рид — начальник станции

## Производство
Компания Дэвида Паттнэма Goodtimes планировала снять серию из шести фильмов о композиторах, режиссёром которых должен был стать Кен Рассел. В число героев входили Ференц Лист, Джордж Гершвин и Воан Уильямс, сначала же было решено заняться Малером. Национальная финансовая корпорация по кинематографии отказалась от поддержки до начала съёмок, что означает, что Паттнэм был вынужден урезать бюджет с 400 000 до 180 000 фунтов стерлингов. Рассел утверждал, что Паттнэм вовсе не внёс творческого вклада в создание фильма, в отличие от их следующего сотрудничества, «Листомании».
Музыку в фильме исполняет Оркестр Консертгебау под управлением Бернарда Хайтинка.